# Paul Adler
Paul Adler (Prága, 1878. április 4. – Zbraslav (ma Prága része), 1946. június 8.) osztrák író, drámaíró, fordító.

## Élete
Egy zsidó kereskedőcsalád második gyermeke volt. Középiskolai tanulmányai után a Károly Egyetemen jogot és közgazdaságtant hallgatott, jogi doktori címét 1901-ben szerezte. Több szemeszteren át a prágai német ajkú egyetemi hallgatók irodalmi- és művészeti osztálya titkára és elnöke volt. Ismerte Martin Bubernek a zsidóság szellemi megújítására irányuló törekvéseit, személyesen is ismerte Bubert. A Hugo Bergmann körüli prágai cionista hallgatói csoporthoz (amelynek Max Brod is tagja volt) viszont nem csatlakozott. Adler nem kívánt apja üzletében dolgozni ezért az Hedwig nevű nővére (1876 – theresienstadti koncentrációs tábor, 1942) vette át férjével, Ignaz Hübscherrel (1861 – Theresienstadti koncentrációs tábor, 1942) közösen. Adler rövid ideig a bécsi Reichskammergeritznél dolgozott, de hamarosan lelkiismereti okok miatt felmondott, s 1903-tól kiadója és barátja, Jakob Hegner kíséretében több éven át Európában utazgatott. Firenze mellett 1908-ban találkozott Anna Kühnnel (1874–1950), akivel 1910-től együtt élt, s akit 1925-ben feleségül vett. Két gyermekük született, Elisabeth (1912– ?) és Johann Josef (1914–1975). 1911-ben a pár Berlinben telepedett le, ahol Adler a Neue Blätter című lap szerzői köréhez csatlakozott. 1912-től családjával a  Hellerauba (ma Drezda kerülete), az első német kertvárosba költözött, ahol művészek és kézművesek kis kolóniája alakult ki. Itt látogatta meg Franz Kafka is. Dursz Grübein Die Jahre im Zoo (2015) című munkájában ennek a látogatásnak, illetve Adler helleraui éveinek állított irodalmi emléket. Adler Hellerauban adta ki legfontosabb munkáit Elohim, Nämlich és Die Zauberflöte címen. Mindemellett továbbra is közreműködött német expresszionista folyóiratokban, többek közt a Franz Pfemfert által alapított Aktion-ban. 1917-ben Fontane-díjat kapott. 
Pacifista volt, mentális rendellenességeit igazoló orvosi papírokkal elkerülte az első világháborúban a katonai szolgálatot. A drezdai novemberi forradalomban politikailag aktív lett, tagja volt a Független Német Szociáldemokrata Pártnak, a párton belül alapító tagja az értelmiségi munkások szocialista csoportjának. A csoport propagandabizottságának is tagja volt, e minőségében sokszor közvetíteni próbált az egymással ellenséges pártok közt az utcai harcok alatt. 1921-ben családjával együtt az újonnan alapított Csehszlovákiába költözött, s a Masaryk által alapított új prágai sajtó kolumnistája lett. Az egyre növekvő cseh nacionalizmus miatt 1923-ban visszatért Hellerauba, ahol ettől kezdve főként fordításokból tartotta fenn magát, mivel tizennégy nyelven beszélt. Németre ültette többek közt Paul Claudel, Max Elskamp, Gustave Flaubert és Camille Lemonnier munkáit. Miután az SA többször is erőszakosan behatolt házába, 1933 márciusában elmenekült Németországból. Felesége segítségével Prágában, egy rejtekhelyen élte túl a holokausztot, 1939 júliusi agyvérzését követően bénán és ágyhoz kötve. 1946-ban, második agyvérzésébe halt bele, sírja a prágai új zsidó temetőben található. 
Munkái alapján a modern irodalmi narratív módszerek előfutárának tekinthető. Carl Einstein, Albert Ehrenstein és Mynona (eredeti neve: Salomo Friedlaender) írtak kritikai tanulmányokat életművéről.

## Külső hivatkozások
- Adler által, illetve róla írott munkák az open library oldalán
- Adler munkái a Deutsche Nationalbibliothek oldalán

## Fordítás
- Ez a szócikk részben vagy egészben  a   Paul Adler című német Wikipédia-szócikk ezen változatának fordításán alapul.  Az eredeti cikk szerkesztőit annak laptörténete sorolja fel. Ez a jelzés csupán a megfogalmazás eredetét és a szerzői jogokat jelzi, nem szolgál a cikkben szereplő információk forrásmegjelöléseként.